# Adolphe Ardail
Adolphe Ardail (Nemours, 1835 - Paris, 1911), est un imprimeur taille-doucier et premier conservateur du Château-Musée de Nemours.

## Biographie
Né le 10 février 1835 à Nemours, Adolphe Ardail eut une carrière exemplaire notamment au sein de l’imprimerie Salmon-Porcabeuf à Paris. Associé à Alfred-Fortuné Salmon, il participa à sa mesure à donner à l’impression en taille-douce ses lettres de noblesse. « Être imprimé par Ardail, ou ne pas l’être du tout » aimaient à dire les graveurs qui reconnaissaient en lui un ouvrier de grand talent et un homme d’aimable caractère. Son amitié avec de grands artistes de son temps lui permet de rassembler une magnifique collection de gravures.
En 1886, il reçut Les Palmes académiques pour son travail d'imprimeur en taille-douce. À sa retraite en 1901, Adolphe Ardail lègue une grande partie de sa collection à la Bibliothèque Nationale de France (près de 1800 estampes), afin qu'elle ne soit pas dispersée. La même année, il rejoint sa ville natale, devient membre fondateur de la Société des Amis du Vieux Château de Nemours et contribue à transformer le château médiéval de Nemours en musée. Il fit alors don de ses dernières gravures pour constituer le fonds d'estampes du musée, continuant de l'alimenter pendant les 10 années où il en fut le conservateur.
Adolphe Ardail a été marié à Mélanie Pageot, ils eurent de leur union un unique fils "Albert". Il est l'oncle par alliance d'Alfred Porcabeuf.
L'imprimeur en taille-douce meurt le 16 avril 1911 en son domicile dans le 5e arrondissement de Paris. Il est enterré au cimetière de Nemours.
À l'occasion du centenaire de sa disparition, une exposition intitulée Ardail, père et fils. Graveurs et collectionneurs au XIXe siècle lui rend hommage ainsi qu'à son fils au Château-Musée de Nemours du 17 décembre 2011 au 20 mai 2012.

## Descendance
Son fils, Albert Ardail (Paris, 1865 - Paris, 1914), dès son plus jeune âge, s’exerce au dessin et à la gravure. Sa première gravure date de 1885. La même année, il rentre à la Société des aquafortistes français et participe à faire connaître et aimer la technique de l'eau-forte. Il s'attache à varier les effets et les papiers (japon, chine, parchemin). Il aime graver également des remarques en bas de ses planches, pratique à la mode et recherchée par les collectionneurs. Albert s'essaie aussi à l'aquarelle en réalisant des croquis de sites archéologiques de Nemours. Autre source d'inspiration, les portraits de personnages historiques ou de la bonne société Napoléon d'après Meissonnier, Le Colonel de Grandmaison, ainsi que les portraits de ses amis Loÿs Delteil, Falguière, sans oublier sa propre famille avec les portraits de sa mère, et celui de son père qui sera repris comme illustration du catalogue de la collection Ardail donnée à l'État.
- 1889, médaille de bronze à l'Exposition Universelle.
- 1900, médaille d'argent à l'Exposition Universelle.

## Œuvres
- Vue de la cour et du château de Nemours, 1847, mine de plomb sur papier, 29 x 45 cm. Nemours, Château-Musée, 1904.37.1.
- d'après François Boucher, La muse Erato, 1890, eau-forte, inv. 96.
- La Gâtinaise, 1902, gravure sur bois. Cette représentation fait partie d'une série de quatre autres portraits sur bois réalisés de 1897 à 1903.
- d'après Paul Chabas, Joyeux ébats, eau-forte, inv. 95.
- d'après Achille Zo, Mascarade, eau-forte, inv. 1443.

Albert s'investira, tout comme son père, au sauvetage du patrimoine de Nemours. Il se servira de ses relations avec les artistes pour enrichir le fonds d'estampes du Château-Musée. Il parviendra à attirer un important don de son ami Loys Delteil.
- Francisco de Goya y Lucientes, Una reina del circo, gravure (série des Disparates), eau-forte originale, aquatinte et pointe sèche, Inv.711, don L. Deteil.
- Camille Corot, Le Dôme florentin, 1869-70, eau-forte, papier du Japon, inv. 866. Cette eau-forte compte parmi les dernières de Corot, don L. Deteil.
- Eugène Delacroix, Faust et Méphistophélès galopant dans la nuit du Sabbat, 1826-1827, lithographie, don L. Deteil.
- Honoré Daumier, Le juste milieu va bien, mais les affaires ne vont pas, lithographie caricature politique, don L. Delteil.